# The Mercury News
The Mercury News, dříve známé jako San Jose Mercury News, obecně nyní nazývané The Merc, jsou americkým deníkem vydávaným v San José (Kalifornie) v Sillicon Valley. Vydavatelem je Bay Area News Group v čele s Sharon Ryanem, což je dceřiná společnost Digital First Media. Deník byl založen v 20. června 1851 pod názvem San Jose Weekly Visitor.
Noviny byly do března 2016 vydávány pod jménem San Jose Mercury News, avšak po koupi společností Bay Area News Group v rámci rebrandingu značky se název změnil na současný The Mercury News.